# Красний Луч (Донецький район)
Кра́сний Луч — село Амвросіївської міської громади Донецького району Донецької області, Україна.

## Загальні відомості
Відстань до райцентру становить близько 18 км і проходить автошляхом місцевого значення.
Землі села межують із територією с. Петрівське Шахтарського району Донецької області.
Поруч із селом розташований регіональний ландшафтний парк Донецький кряж.
Унаслідок російської військової агресії із серпня 2014 р. Красний Луч перебуває на території ОРДЛО.

## Населення
За даними перепису 2001 року населення села становило 46 осіб, із них 50 % зазначили рідною мову українську, 47,83 % — російську та 2,17 % — білоруську мову.